# Lista de membros da Royal Society eleitos em 1968
Esta página lista Membros da Royal Society eleitos em 1968.

## Fellows
1. Ephraim Anderson
2. Leslie Clifford Bateman
3. Donald Broadbent[2]
4. Geoffrey Burbidge
5. Benedict Delisle Burns
6. Richard Clive Cookson
7. David Parker Craig
8. Dennis John Crisp
9. James Dyson[3]
10. Sir Eric Eastwood[4]
11. Sir George Robert Edwards[5]
12. Trevor Walworth Goodwin
13. Sir Henry Harris
14. Robert Haszeldine
15. Antony Hewish
16. Ioan James
17. Douglas Samuel Jones
18. Anthony David Lees[6]
19. Patrick Loudon Mollison
20. Donald Henry Northcote
21. Phillip Sadler Nutman
22. Donald William Pashley
23. Owen Martin Phillips
24. David Rees
25. Frederick Denys Richardson
26. Sir Michael Stoker
27. John Crossley Swallow[7]
28. Sir George Taylor[8]
29. Richard Gilbert West
30. David Theodore Nelson Williamson
31. John Tuzo Wilson[9]
32. Sir Michael Woodruff[10]

## Foreign Members
1. Edoardo Amaldi[11]
2. Adolf Butenandt[12]
3. Kurt Gödel[13]
4. Jacques Monod[14]

## Estatuto 12
1. Éamon de Valera[15]
2. Sir Mortimer Wheeler[16]